# Tai Jia
Tai Jia (太甲) o Da Jia (大甲), nome personale, Zi Zhi (子至) (fl. XVII secolo a.C.) fu il quarto re della dinastia Shang.

Succedette agli zii, Wai Bing e Zhong Ren, sul trono e ne mantenne sia il primo ministro (Yi Yin (伊尹)), che la capitale (Bo (亳)). 

## Regno
Jia Tai fu un sovrano dispotico e tirannico. Non fu raro che violasse le stesse leggi che aveva emanato lui stesso. Yi Yin lo avvertì più volte di cambiare comportamento, ma lui non lo ascoltò, finché Yi Yin lo fece  esiliare al Tong Palace (桐 宫), vicino alla tomba di Shang Tang (oggi nel sud-ovest prefettura di Yanshi, provincia dell'Henan), perché si pentisse.
Durante il suo esilio, Yi Yin diresse il regno come reggente. Egli regnò per tre anni, prima di chiedere al re di tornare e riprendere il suo posto sul trono.
Dopo l'esilio, Tai Jia cambiò completamente il suo comportamento, e quindi Yi Yin decise di lasciare la politica.
Gli  Annali di bambù  però raccontano una storia molto diversa; sostenendo che dopo l'esilio Yi Yin prese il trono e governò come re per sette anni, fino a che Tai Jia segretamente tornato al palazzo, uccise il suo ex primo ministro. Dopodiché il re assegnò le proprietà ed il castello, che erano stati di Yi Yin ai suoi figli, Yi She (伊陟) e Yi Fen (伊奋).
Dal momento che le testimonianze archeologiche dimostrano che Yi Yin era ancora venerato dalla gente Shang diverse centinaia di anni dopo la sua morte, il primo racconto viene ampiamente considerato il più credibile.
Comunque entrambe le fonti convengono sul fatto che il re governò ancora per 12 anni e che gli succedette il figlio Wo Ding (沃丁).